# Google Store
Google Store è un negozio online di proprietà di Google, che si occupa della vendita di dispositivi come Google Pixel, Google Nest, Google Stadia, Chromecast, smartwatch con Wear OS, Nest Labs, Chromebook e accessori come auricolari, tastiere, caricabatterie e cover per telefoni. Google Store vende prodotti realizzati da Google o realizzati in collaborazione con la stessa.
È nato l'11 marzo 2015, subentrando alla sezione Dispositivi di Google Play come rivenditore di hardware di Google. È supervisionato da Ana Corrales, che è anche COO della divisione Hardware per i consumatori di Google.
Google ha sperimentato anche le sedi fisiche. Nell'ottobre 2016, ha aperto un negozio a tempo a New York per mostrare i suoi prodotti hardware appena annunciati, e il mese seguente ha aperto "Google Shops", negozi all'interno di un negozio in alcuni negozi Best Buy in Canada.

## Sedi

### Online
Su Internet, Google Store ha sostituito la sezione Dispositivi sul sito web di Google Play.

### Salone d'esposizione del negozio a tempo

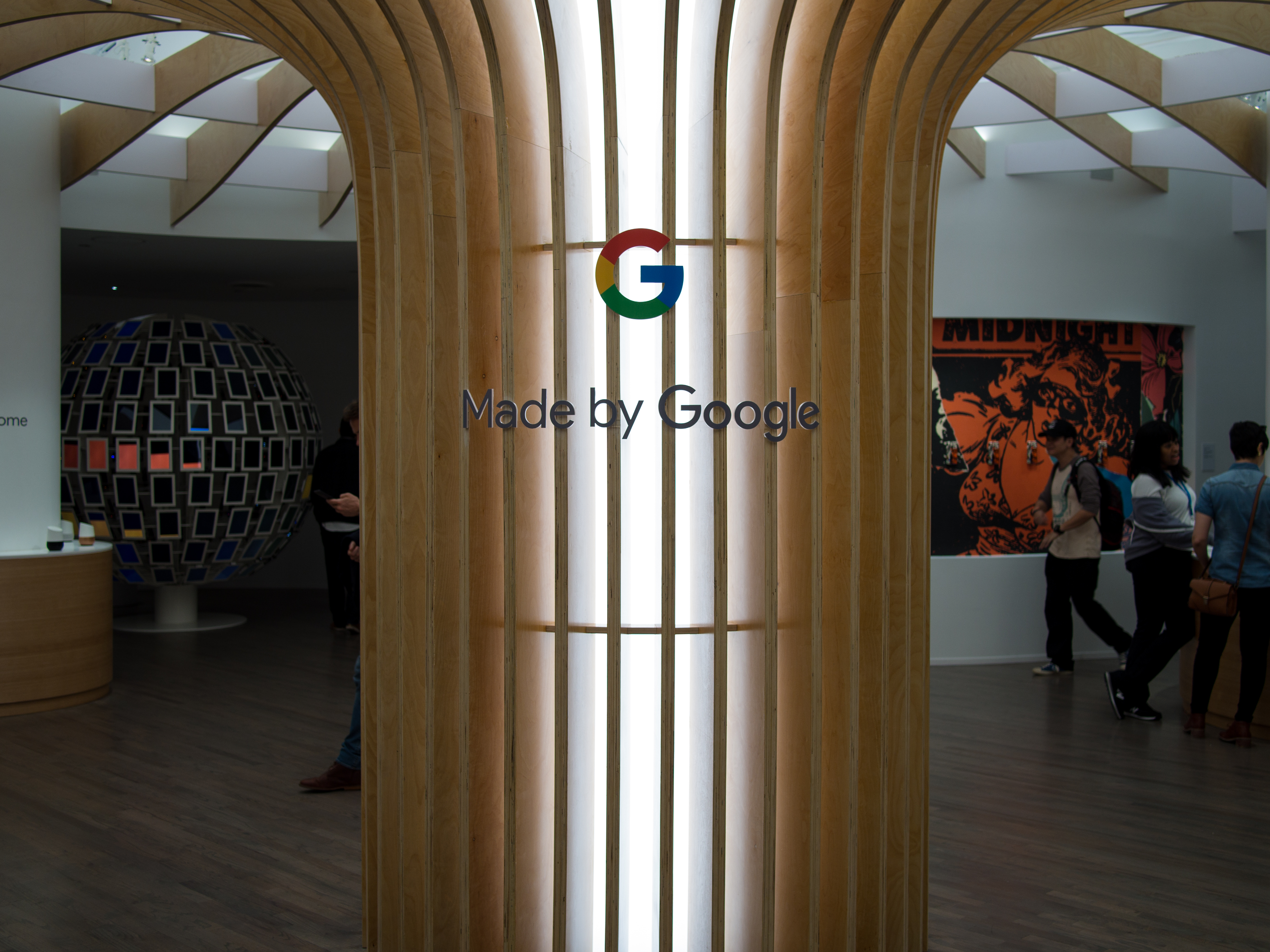
Interno del salone d'esposizione del negozio a tempo di Google realizzato a New York

Nell'ottobre 2016, Google ha aperto Made by Google, un salone d'esposizione del negozio a tempo nel quartiere SoHo di New York. Lo spazio ha offerto uno sguardo ai prodotti hardware sviluppati di recente dalla società, tra cui lo smartphone Pixel, l'altoparlante smart di Google Home e l'auricolare della realtà virtuale Daydream View.

### Best Buy
A novembre 2016, Google ha aperto "Google Shop", un negozio all'interno di un negozio in cui Google visualizza i suoi prodotti hardware. Google Shops, disponibile presso le migliori sedi Best Buy in Canada, offre a Google una presenza al dettaglio che è "stata fondamentale per creare una base di clienti premium per dispositivi mobili che sia considerevole e fedele, e non è qualcosa che Google ha realmente avuto con il suo precedente programma Nexus". I negozi sono "distintamente Google", con un'estetica visiva caratterizzata da "venature del legno chiaro e tessuto grigio che si abbinano a giocose note di colori vivaci", insieme a "mobili modulari creati su misura che nidificano quando la stanza in piedi è limitata, ma può facilmente ospitare, diciamo, un piccolo gruppo di studenti con sgabelli posti a sedere in un punto". In un commento a TechCrunch, Janell Fischer, Direttore del marketing al dettaglio di Google, ha dichiarato: "Ci piace quando le persone possono entrare, scoprire, giocare e divertirsi e succede solo con la tecnologia. Quindi abbiamo davvero cercato di stratificare su molti tipi di esperienze immersive diverse, alcune delle quali sono dimostrazioni dirette del prodotto e delle caratteristiche del prodotto, ma alcune sono più esplorative e divertenti." Ogni Google Shop "potrebbe avere contenuti digitali unici su misura per la città in cui risiede".

## Premi
Google Store ha ricevuto il Webby Award 2016 nella categoria Consumer Electronics.